# Кин Ђи-Јон
Кин Ђи-Јон (Ћинџу, 12. март 1988) је јунжнокорејска мачевалка која се такмичи у дисциплини сабља. На Олимпијским играма у Лондону освојила је златну медаљу, а на Олимпијским играма у Рио де Жанеиру је изгубила у шеснаестини финала. У Рију се такмичила и са репрезентацијом Јужне Кореје са којом је освојила пето место.
На Светском првенству 2013. дошла је до бронзе. Са Азијских игара 2014. има злато екипно и сребро поједниачно.